# Toquinho

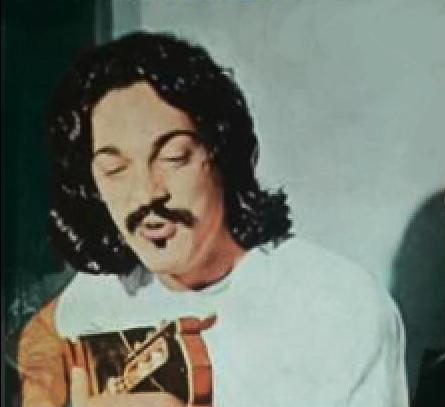
Toquinho 1973

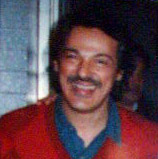
Toquinho 1990

Toquinho, geboren als Antônio Pecci Filho (* 6. Juli 1946 in São Paulo), ist ein brasilianischer Sänger, Gitarrist und Komponist. Er wurde vor allem durch seine Zusammenarbeit mit Vinícius de Moraes bekannt.

## Leben
Mit 14 Jahren begann Toquinho bei Paulinho Nogueira Gitarre zu lernen und ergänzte dies durch eine Harmonielehre bei Edgar Janulo. Zudem studierte er klassische Gitarre bei Isaías Sávio, Orchestrierung bei Léo Peracchi und wurde von Oscar Castro-Neves unterrichtet, mit dem er befreundet war.
Toquinhos professionelle Karriere begann in den 1960er-Jahren, als er eigene Lieder komponierte und in Unterhaltungssendungen im Radio auftrat. Der erste aufgenommene Song war Lua Cheia, den er zusammen mit Chico Buarque schrieb, sein erster großer Hit Que Maravilha im Jahr 1970. In dieser Zeit kommt es zur Zusammenarbeit mit Vinícius de Moraes, die bis zu dessen Tod im Jahr 1980 andauerte. Seitdem arbeitet Toquinho wieder vermehrt als Solist und mit verschiedenen Musikern wie etwa Paulinho da Viola, Danilo Caymmi, Paulinho Nogueira und Chico Buarque.
2021 gewann sein Album Toquinho e Yamandu Costa – Bachianinha (Live at Rio Montreux Jazz Festival) (mit Yamandu Costa) den Latin Grammy Award in der Kategorie „Bestes Instrumentalalbum“.